# Dennree
Die Dennree GmbH (Eigenschreibweise: dennree, von französisch denrées alimentaires de base ‚Grundnahrungsmittel‘) ist ein deutscher Großhandel und eine Marke für Bio-Lebensmittel und Naturkosmetik mit Sitz in Töpen bei Hof (Saale). Weitere deutsche Standorte betreibt Dennree in Berlin, Garching, Großostheim, Hamburg, Herne und Stuttgart. In Österreich hat Dennree einen Sitz in Wien. Die Gesellschaft ist das Mutterunternehmen einer Dennree Gruppe genannten Unternehmensgruppe, zu der unter anderem Tochtergesellschaften der Biosupermarkt-Betreiber Denns Biomarkt GmbH gehört. Denns Biomarkt ist die größte Biosupermarktkette Deutschlands und Österreichs, gemessen an der Anzahl der Filialen, vor Alnatura und Bio Company mit über 340 Filialen (Stand 2023).

## Unternehmensprofil
Die Dennree-Unternehmensgruppe beliefert mit einem Sortiment aus etwa 13.000 Artikeln über 1.400 Biomärkte und Bio-Supermärkte in Deutschland, Österreich, Luxemburg und Südtirol/Italien. Dennree ist der umsatzstärkste Fachgroßhändler für Bio-Lebensmittel und Naturkosmetik im deutschsprachigen Raum.
Im Geschäftsjahr 2017 erlöste der Konzern mit durchschnittlich 5530 Mitarbeitern einen Umsatz in Höhe von 968,9 Millionen Euro. Davon entfielen 380,8 Millionen Euro (39 %) auf das Segment Großhandel, 581,0 Millionen Euro (60 %) auf das Segment Einzelhandel und 7,1 Millionen Euro (rund 1 %) auf die Tier- und Pflanzenproduktion.

## Geschichte
Das Unternehmen wurde 1974 von dem damals 22-jährigen Thomas Greim auf einem Bauernhof in Moosach bei München gegründet. Er startete seinen Handel mit vier Milchprodukten aus biologisch-dynamischer Landwirtschaft von Bauern aus dem Chiemgau. Eine Molkerei verarbeitete die Bio-Milch zu Trinkmilch, Joghurt, Dickmilch und Kefir, und einige Münchner Reformhäuser und Vorläufer der ersten Naturkostläden verkauften die Demeter-Produkte.

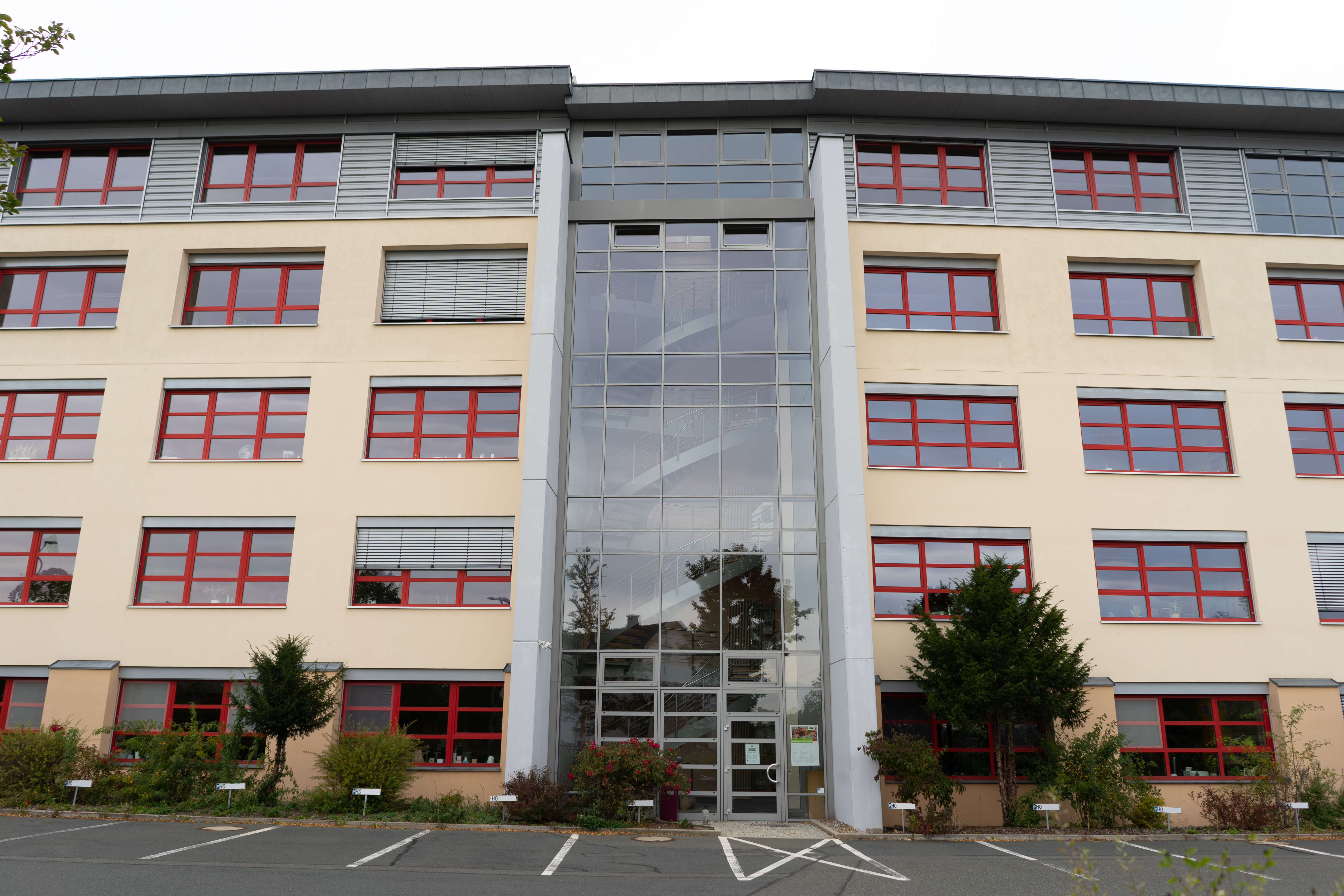
Dennree-Zentrale in Töpen

1975 verlegte Thomas Greim den Unternehmenssitz nach Töpen und gründete die Exklusivmarke Dennree. (Anfangs mit Demeter-Frischmilch in Glasflaschen und jahrelang mit eigener Demeter-Molkerei in Töpen.) 1976 nahm Thomas Greim auch biologisch-dynamisch angebautes Obst und Gemüse in das Sortiment auf.
Bis 1983 handelte er ausschließlich mit Demeter-Produkten, wobei das Kerngeschäft im Austausch mit anderen europäischen Großhändlern bestand. Ab Mitte der 1980er Jahre konzentrierte sich das Unternehmen verstärkt auf das Geschäft mit als Einzelhändler auftretenden Biomärkten.
Seit 2001 gehört der Hersteller umweltfreundlicher Naturtextilien Living Crafts zur Unternehmensgruppe.
Seit 2003 verkauft Dennree unter dem Namen Denns Biomarkt Biolebensmittel.
2015 erwarb Dennree die Agrofarm 2000 Eichigt, einen landwirtschaftlichen Betrieb im benachbarten sächsischen Vogtland.
Der Unternehmensverbund der Agrofarm Eichigt besteht aus drei Betrieben, die Mutterkuhhaltung, extensive Grünlandbewirtschaftung, Milcherzeugung sowie den Anbau von Futtermitteln und Marktfrüchten betreiben. Die Betriebe mit 4000 ha Fläche, davon 800 ha in Tschechien, wurde in Hofgut Eichigt umbenannt und auf ökologische Bewirtschaftung umgestellt. Die Zertifizierung des Betriebs durch Bioland löste angesichts der Betriebsgröße eine Debatte über die Strategie dieses bedeutendsten ökologischen Anbauverbands aus.

## Denns Biomarkt

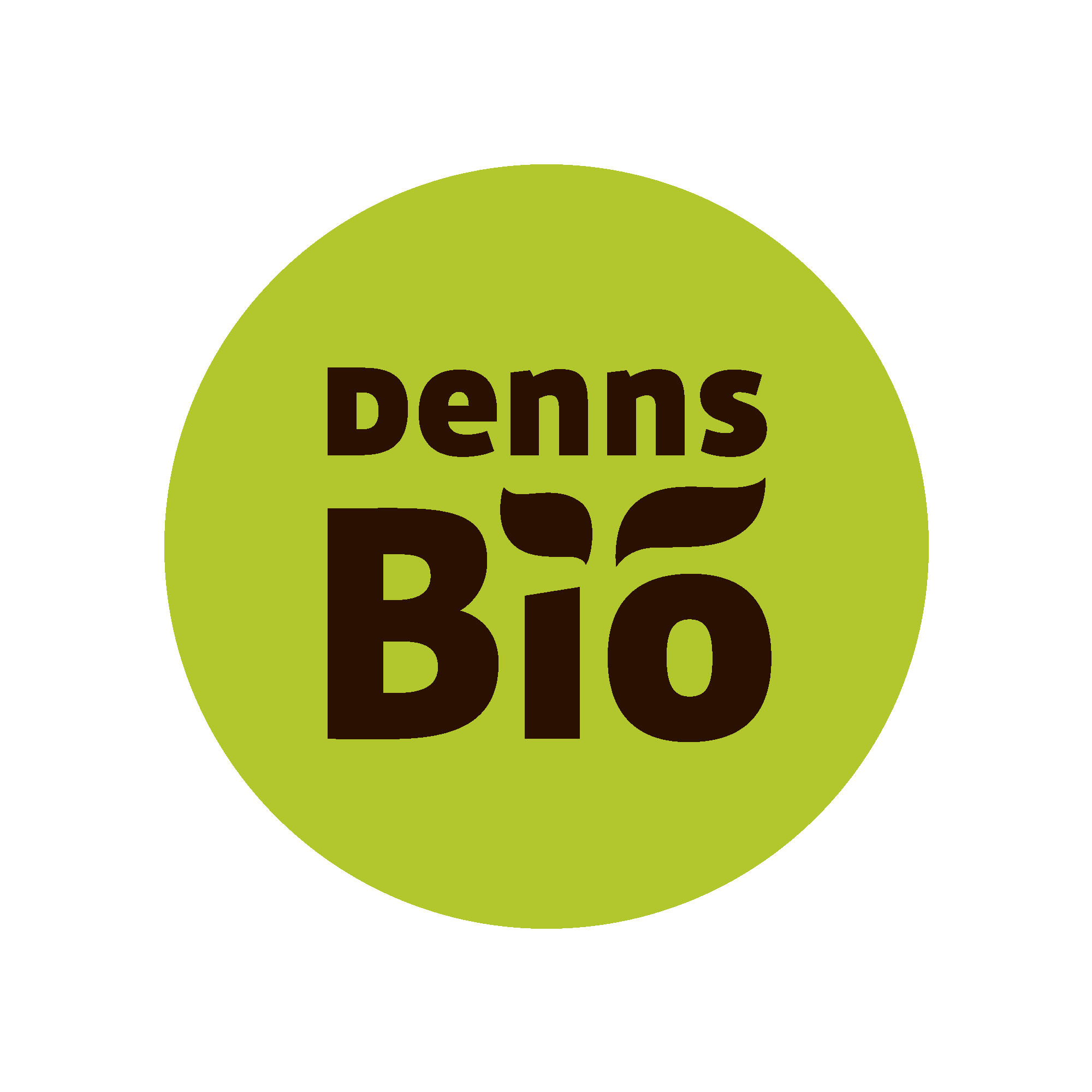
Logo

Dennree betreibt eigene Biosupermärkte. Das Tochterunternehmen Denns Biomarkt wurde 2003 gegründet. Derzeit gibt es über 340 Märkte in Deutschland und Österreich. Denns Biomarkt ist ein Biosupermarkt mit Vollsortiment für den täglichen Bedarf. Denns stand im Jahr 2013 wiederholt in der Kritik wegen untertariflicher Bezahlungen.
In Österreich betreibt Denns 2021 insgesamt 34 Märkte und ist in jedem Bundesland vertreten. Darin inkludiert sind sieben Standorte des 2015 insolventen Lebensmittelhändlers Zielpunkt in Wien und Graz, die 2016 von Denns übernommen wurden. 2010 hatte Denns auch die älteste österreichische Biosupermarkt-Kette Bio-Maran übernommen.

## Biomarkt Verbundgruppe
Das Biomarkt-Partnerkonzept (ursprünglich: Naturring) wurde Anfang der 1990er Jahre zusammen mit selbständigen Einzelhändlern ins Leben gerufen. 2009 wurde ein eigener Verbund gegründet, was bedeutet, dass neben kompletter Beratung rund um die Themen Finanzierung, Standortsuche, Mietvertragsgestaltung, Sortimentsberatung und Marketing überregionale Sortimente von der Dennree GmbH einheitlich für alle Mitgliedsmärkte verhandelt werden. Alle Märkte führen ein Grundsortiment mit den ca. 1300 umsatzstärksten Produkten plus weitere Sortiments-Module für die individuelle Profilierung. Außerdem garantieren die Märkte, bei der Standortwahl Rücksicht aufeinander zu nehmen. Aktuell gibt es über 500 Märkte im BioMarkt-Verbund.

## Zukunftsstiftung Biomarkt
Im Jahr 2013 rief Dennree mit den Mitgliedern der Biomarkt-Verbundgruppe die Zukunftsstiftung Biomarkt ins Leben. Deren Ziel ist es, nachhaltige und zukunftsweisende Projekte, Initiativen sowie Programme für die Weiterentwicklung der ökologischen Bewegung, insbesondere der ökologischen Landwirtschaft, zu unterstützen. Bis 2018 konnten über 460.000 Euro für den ökologischen Landbau gewonnen werden.
Projekte, die im Jahr 2016 gefördert wurden, waren beispielsweise die ökologische Sortenentwicklung und die Fortbildung zur ökologischen Gemüsezüchtung des Kultursaat e. V., die Gesellschaft für Bildekräfteforschung e. V., die Bildungsinitiative der Agrar Koordination e. V., die freie bio-dynamische Ausbildung in der Landwirtschaft sowie die Unterstützung der kostenlosen Verteilung von gentechnikfreiem Saatgut an haitianische Bauern als Nothilfe nach dem Hurrikan vom Oktober 2016.

## Kritik
Im April 2024 bekam das Unternehmen Dennree von der Arbeitsgemeinschaft bäuerliche Landwirtschaft (AbL) den Negativpreis „Landgrabber des Jahres“ verliehen. Das Unternehmen hatte der AbL zufolge die Agrargenossenschaft Großzöbern im Vogtland erworben und bewirtschaftet nun über 6.000 Hektar Land.

## Arbeitnehmersituation
In Deutschland beschäftigt Dennree etwa 5900 Mitarbeiter, davon 850 am Stammsitz in Töpen. Der Konzern beliefert nach eigenen Angaben mehr als 1.400 Fachmärkte in Deutschland und Österreich. Gesetzlich steht den Mitarbeitern bei Betrieben über 5 wahlberechtigten Angestellten ein Betriebsrat zu. Dennree lehnt einen Flächentarifvertrag ab und bezahlt unterschiedliche Löhne je nach Standort.
Die 850 Beschäftigten des Zentrallagers im oberfränkischen Töpen versuchten 2019 einen Betriebsrat zu wählen. Nachdem ver.di-Mitglieder einen Wahlvorstand gründen wollten, tauchten drei Arbeiter des Unternehmens auf, welche unabhängig von der Gewerkschaft die gleiche Initiative ergriffen. Die weitere Arbeit zur Gründung eines Betriebsrates im Betrieb wurde laut ver.di vom Unternehmen behindert.